# Antanifotsy
Antanifotsy – miasto na Madagaskarze (prowincja Antananarywa); 74 900 mieszkańców (2006). Przemysł spożywczy, ośrodek handlowy.

## Miasta partnerskie
- La Possession